# 캘리포늄 동위 원소
캘리포늄은 자연계에서 존재하지 않기 때문에 실험실이나 원자로에서 얻고 있다.

## 캘리포늄-245
이 동위체는 원자로에서 생성되지 않기 때문에 실험실에서 퀴륨-242에 헬륨을 합성시켜 얻고 있으며 반감기가 45분으로 짧다.
짧은 반감기에 가속기 합성으로 얻고 있기 때문에 극소량만 얻을 수 있으며 실험용으로 이용되고 있다.

## 캘리포늄-248
반감기가 333.5일로 알파 붕괴하여 퀴륨-244로 붕괴한다.

## 캘리포늄-249
원자로에서 생성되는 동위체로 반감기는 351년이다.
열중성자 핵분열 효율이 84~86% 고속중성자(자원중성자)의 핵분열 효율도 75~80%나 되기 때문에 효과적인 핵분열 연료이나 미량 생성되기 때문에 큰 의미는 없다.

원자로에서는 퀴륨-248이 중성자를 흡수하여 퀴륨-249가 된 후 버클륨-249로 붕괴하는데 이 동위체의 반감기가 330일이나 되기 때문에 대부분의 동위체는 캘리포늄-249로 붕괴하기 전에 중성자를 흡수하여 버클륨-250이 된 후 캘리포늄-250이 된다.
하지만 이러한 핵반응 순서 덕분에 캘리포늄-252가 대량 생성될 수 있는 조건이 제공된다.

임계질량은 6kg이며, 중성자 반사제를 이용하면 1.8kg까지 줄일 수 있지만 극미량 생성되기 때문에 실제 핵무기 제조는 불가능하다.

## 캘리포늄-250
캘리포늄 동위체 중 비교적 다량 생성되나 반감기는 13.08년으로 짧기 때문에 큰 의미는 없다.
자발 핵분열 비율이 매우 높아 위험한 핵 폐기물로 분류되며 중성자를 매우 잘 흡수하는 성질을 가지고 있어 251Cf의 합성에 이용되고 있다.

## 캘리포늄-251
반감기가 900년이나 되고 자발핵분열 비율도 낮아 좋은 핵연료와 핵무기 재료이지만 극미량밖에 얻는 것만이 가능하므로 이들 용도로 이용하는 것은 불가능하다.
임계질량은 5kg이며 중성자 반사제를 이용하면 1.4kg까지 줄일 수 있다. 열중성자 핵분열 효율이 68~74%, 고속중성자(자원중성자) 핵분열 효율도 71~76%로 핵분열 효율도 매우 높다.
이 동위체는 반감기가 900년이나 되기 때문에 안정적으로 보관할 수 있으며, 캘리포늄의 화학적 성질에 대해 연구하는데 중요한 동위체이다.

열중성자의 중성자 흡수율이 매우 높은데 이 특성을 통해 캘리포늄-252를 대량 생성하는데 이용되고 있다.

## 캘리포늄-252
반감기가 2.645년으로 매우 짧으면서 자발핵분열 비율도 3.09%로 매우 높기 때문에 많은 중성자를 내뿜는다.
이 특성을 이용하여 1ug의 극소량으로도 중성자 수분계, 의학 용도, 중성자 탐지기로 이용할 수 있다.
또한 원자로 내의 중성자 공급원으로도 이용되기도 한다.
다만 반감기가 짧기 때문에 해를 거듭할수록 방출되는 중성자의 수가 급감하므로 8~10년이 지나면 새걸로 갈아주어야 한다.
캘리포늄-250과 251의 높은 열중성자 흡수율 덕분에 이 동위체는 캘리포늄 동위 원소들 중 가장 많이 생성되는 동위체이다.

자발핵분열 비율이 높기 때문에 중성자를 흡수하면 65~70%가 스스로 핵분열을 하고 30~35% 가량의 핵분열성인 동위체인 캘리포늄-253이 생성되므로 연쇄 핵반응의 좋은 연료이며, 핵연료로도 사용할 수 있지만, 다음 핵분열성 동위체인 캘리포늄-253의 반감기가 17.81일밖에 되지 않아 비효율적이다.
하지만 이 비효율적인 면이 캘리포늄-252의 반감기를 정확히 측정할 수 있도록 도움을 주었다.
퀴륨-250은 많은 자발핵분열로 인해 생성된 중성자로 캘리포늄-251이 다량 생성되는데, 이 동위체는 반감기가 길어 중성자를 맞고 충분히 핵분열을 하고 추가 중성자를 방출할 수 있는 시간이 주어짐에 따라 이 동위체가 본래 반감기보다 더 빨리 붕괴하게 되고 시료가 오염되므로 정확한 반감기를 측정하는데 상당히 곤란했지만, 캘리포늄-253은 반감기가 짧아 비핵분열성 동위체인 아인슈타이늄-253으로 대다수 붕괴되기 때문에 시료가 덜 오염되어 정확한 반감기를 측정할 수 있게 되었다.

다만 많은 중성자를 내뿜는 특성 때문에 캘리포늄 동위원소들 중 가장 주요시 되는 동위체이며 의학, 과학, 산업 등 다양한 분야에서 이용되고 있다.

## 캘리포늄-253
열중성자의 핵분열 효율이 98%이며, 고속중성자(자원중성자)의 핵분열 비율이 60%로 상당히 훌륭한 핵연료이나 반감기가 17.81일로 매우 짧아 금방 253Es으로 붕괴되고 양도 매우 적게 생성되기 때문에 실험용으로 이용되고 있다.

캘리포늄-252의 높은 자발핵분열로 인해 튀어나오는 중성자로 인해 캘리포늄-253이 생성되고 다시 중성자 폭격으로 캘리포늄-253 중 일부는 캘리포늄-254로 변환되는데 이 동위체는 대부분 자발핵분열로 붕괴하여 캘리포늄-252의 자발 핵분열성 중성자 생성에 기여하게 된다.

또한 253Es은 반감기가 20.47일로 짧아 금방 다시 핵 사이클이 시작되는 249Bk로 붕괴되는데 이러한 핵반응 과정은 캘리포늄-252가 많이 생성될 수 있는 조건을 만들어준다.

## 캘리포늄-254
반감기가 60.5일로 매우 짧으면서 대부분이 자발핵분열로 붕괴한다. 또한 0.31%는 알파 붕괴를 하는데 이 붕괴의 생성물도 자발핵분열을 주로 일으키는 퀴륨-250으로 붕괴한다.
원자로에서 극미량 생성되며, 캘리포늄-252 덩어리에서도 자발 핵분열로 인해 튀어나오는 중성자로 일부 생성되는데 이 동위체의 붕괴 방식은 캘리포늄-252의 중성자 생성과 동위체의 변환에 영향을 준다.

원자로에서 이 동위체는 극미량 생성되기는 하지만 대부분 핵분열 생성물로 붕괴하기 때문에 검출량은 미미하며, 원자로의 중성자 공급에 약간이나마 기여하는 동위체이다.

## 표
| 핵종 기호 | Z(p)          | N(n)          | 동위 원소 질량 (u) | 반감기                  | 붕괴 방식    | 붕괴 생성물 | 핵 스핀 |
| 핵종 기호 | 들뜬 에너지   | 들뜬 에너지   | 들뜬 에너지        | 반감기                  | 붕괴 방식    | 붕괴 생성물 | 핵 스핀 |
| --------- | ------------- | ------------- | ------------------ | ----------------------- | ------------ | ----------- | ------- |
| 237Cf     | 98            | 139           | 237.06207(54)#     | 2.1(3) s                | SF           | 다양        | 5/2+#   |
| 237Cf     | 98            | 139           | 237.06207(54)#     | 2.1(3) s                | β+           | 237Bk       | 5/2+#   |
| 237Cf     | 98            | 139           | 237.06207(54)#     | 2.1(3) s                | α            | 233Cm       | 5/2+#   |
| 238Cf     | 98            | 140           | 238.06141(43)#     | 21.1(13) ms             | SF           | 다양        | 0+      |
| 238Cf     | 98            | 140           | 238.06141(43)#     | 21.1(13) ms             | β+ (드묾)    | 238Bk       | 0+      |
| 238Cf     | 98            | 140           | 238.06141(43)#     | 21.1(13) ms             | α (드묾)     | 234Cm       | 0+      |
| 239Cf     | 98            | 141           | 239.06242(23)#     | 60(30) s [39(+37-12) s] | α            | 235Cm       | 5/2+#   |
| 239Cf     | 98            | 141           | 239.06242(23)#     | 60(30) s [39(+37-12) s] | β+ (드묾)    | 239Bk       | 5/2+#   |
| 240Cf     | 98            | 142           | 240.06230(22)#     | 1.06(15) min            | α (98%)      | 236Cm       | 0+      |
| 240Cf     | 98            | 142           | 240.06230(22)#     | 1.06(15) min            | SF (2%)      | 다양        | 0+      |
| 240Cf     | 98            | 142           | 240.06230(22)#     | 1.06(15) min            | β+ (드묾)    | 240Bk       | 0+      |
| 241Cf     | 98            | 143           | 241.06373(27)#     | 3.78(70) min            | β+ (75%)     | 241Bk       | 7/2-#   |
| 241Cf     | 98            | 143           | 241.06373(27)#     | 3.78(70) min            | α (25%)      | 237Cm       | 7/2-#   |
| 242Cf     | 98            | 144           | 242.06370(4)       | 3.49(15) min            | α (80%)      | 238Cm       | 0+      |
| 242Cf     | 98            | 144           | 242.06370(4)       | 3.49(15) min            | β+ (20%)     | 242Bk       | 0+      |
| 242Cf     | 98            | 144           | 242.06370(4)       | 3.49(15) min            | SF (0.014%)  | 다양        | 0+      |
| 243Cf     | 98            | 145           | 243.06543(15)#     | 10.7(5) min             | β+ (86%)     | 243Bk       | (1/2+)  |
| 243Cf     | 98            | 145           | 243.06543(15)#     | 10.7(5) min             | α (14%)      | 239Cm       | (1/2+)  |
| 244Cf     | 98            | 146           | 244.066001(3)      | 19.4(6) min             | α (99%)      | 240Cm       | 0+      |
| 244Cf     | 98            | 146           | 244.066001(3)      | 19.4(6) min             | ε (1%)       | 244Bk       | 0+      |
| 245Cf     | 98            | 147           | 245.068049(3)      | 45.0(15) min            | β+ (64%)     | 245Bk       | (5/2+)  |
| 245Cf     | 98            | 147           | 245.068049(3)      | 45.0(15) min            | α (36%)      | 241Cm       | (5/2+)  |
| 246Cf     | 98            | 148           | 246.0688053(22)    | 35.7(5) h               | α            | 242Cm       | 0+      |
| 246Cf     | 98            | 148           | 246.0688053(22)    | 35.7(5) h               | ε (5×10−4%)  | 246Bk       | 0+      |
| 246Cf     | 98            | 148           | 246.0688053(22)    | 35.7(5) h               | SF (2×10−4%) | 다양        | 0+      |
| 247Cf     | 98            | 149           | 247.071001(9)      | 3.11(3) h               | ε (99.96%)   | 247Bk       | (7/2+)# |
| 247Cf     | 98            | 149           | 247.071001(9)      | 3.11(3) h               | α (0.04%)    | 243Cm       | (7/2+)# |
| 248Cf     | 98            | 150           | 248.072185(6)      | 333.5(28) d             | α (99.99%)   | 244Cm       | 0+      |
| 248Cf     | 98            | 150           | 248.072185(6)      | 333.5(28) d             | SF (0.0029%) | 다양        | 0+      |
| 249Cf     | 98            | 151           | 249.0748535(24)    | 351(2) a                | α            | 245Cm       | 9/2-    |
| 249Cf     | 98            | 151           | 249.0748535(24)    | 351(2) a                | SF (5×10−7%) | 다양        | 9/2-    |
| 249mCf    | 144.98(5) keV | 144.98(5) keV | 144.98(5) keV      | 45(5) µs                |              |             | 5/2+    |
| 250Cf     | 98            | 152           | 250.0764061(22)    | 13.08(9) a              | α (99.92%)   | 246Cm       | 0+      |
| 250Cf     | 98            | 152           | 250.0764061(22)    | 13.08(9) a              | SF (0.077%)  | 다양        | 0+      |
| 251Cf     | 98            | 153           | 251.079587(5)      | 900(40) a               | α            | 247Cm       | 1/2+    |
| 252Cf     | 98            | 154           | 252.081626(5)      | 2.645(8) a              | α (96.9%)    | 248Cm       | 0+      |
| 252Cf     | 98            | 154           | 252.081626(5)      | 2.645(8) a              | SF (3.09%)   | 다양        | 0+      |
| 253Cf     | 98            | 155           | 253.085133(7)      | 17.81(8) d              | β- (99.69%)  | 253Es       | (7/2+)  |
| 253Cf     | 98            | 155           | 253.085133(7)      | 17.81(8) d              | α (0.31%)    | 249Cm       | (7/2+)  |
| 254Cf     | 98            | 156           | 254.087323(13)     | 60.5(2) d               | SF (99.69%)  | 다양        | 0+      |
| 254Cf     | 98            | 156           | 254.087323(13)     | 60.5(2) d               | α (0.31%)    | 250Cm       | 0+      |
| 254Cf     | 98            | 156           | 254.087323(13)     | 60.5(2) d               | β-β- (드묾)  | 254Fm       | 0+      |
| 255Cf     | 98            | 157           | 255.09105(22)#     | 85(18) min              | β- (99.99%)  | 255Es       | (7/2+)  |
| 255Cf     | 98            | 157           | 255.09105(22)#     | 85(18) min              | SF (0.001%)  | 다양        | (7/2+)  |
| 255Cf     | 98            | 157           | 255.09105(22)#     | 85(18) min              | α (10−5%)    | 251Cm       | (7/2+)  |
| 256Cf     | 98            | 158           | 256.09344(32)#     | 12.3(12) min            | SF (99%)     | 다양        | 0+      |
| 256Cf     | 98            | 158           | 256.09344(32)#     | 12.3(12) min            | β- (1%)      | 256Es       | 0+      |
| 256Cf     | 98            | 158           | 256.09344(32)#     | 12.3(12) min            | α (10−6%)    | 252Cm       | 0+      |
| 256Cf     | 98            | 158           | 256.09344(32)#     | 12.3(12) min            | β-β- (드묾)  | 256Fm       | 0+      |

## 같이 보기
1. ↑  “보관된 사본”. 2011년 2월 24일에 원본 문서에서 보존된 문서. 2014년 10월 2일에 확인함.